# NGC 6389
NGC 6389 (również PGC 60466 lub UGC 10893) – galaktyka spiralna (Sbc), znajdująca się w gwiazdozbiorze Herkulesa. Odkrył ją William Herschel 29 czerwca 1799 roku.
Do tej pory w galaktyce zaobserwowano dwie supernowe – SN 1992ab i SN 2000M.